# 1984年の読売ジャイアンツ
1984年の読売ジャイアンツ（1984ねんのよみうりジャイアンツ）では、1984年の読売ジャイアンツの動向をまとめる。
この年の読売ジャイアンツは、王貞治監督の1年目のシーズンである。

## 概要
球団創設50周年を迎えたこの年、前任の藤田元司のもとで助監督を務めた王監督が就任。チームはエクスポズからウォーレン・クロマティを獲得し開幕前の下馬評では優勝の本命とされていた。しかし開幕10試合で1勝しかできず、ファンの期待を裏切る形となった。結局4月は5勝10敗5分と苦戦。5月に5連勝、6月に7連勝するなど巻き返し、8月下旬から10連勝で自力優勝の可能性を残したものの9月15日と16日の広島戦で長嶋清幸に2試合連続サヨナラ本塁打を浴びて自力優勝が消滅。9月23日から5連勝するも時すでに遅く、優勝の広島と8.5ゲーム差の3位でシーズンを終えた。投手陣は先発3本柱の江川卓、西本聖、定岡正二が前年に続いてローテを守ったものの定岡は前年の腰痛の影響で2桁敗戦を喫して9月からはローテから外れ、前年新人王の槙原寛己も負け越した。リリーフも角三男・鹿取義隆のダブルストッパーに加えて後半から斎藤雅樹が台頭し、チーム防御率は広島に次ぐリーグ2位の3.66を記録した。打撃陣では篠塚利夫が初の首位打者に輝き、不振の原辰徳に代わり途中から4番に入った中畑清も自身最多の31本塁打を記録、新外国人のクロマティも期待通りの活躍を見せ、中日に次いでリーグ2位の186本塁打を記録した。チームは優勝の広島に12勝12敗2分と健闘したが、敵地・広島で苦手にし続けた。2位の中日には2戦目から同一カード14連敗を喫するなど8勝17敗1分と苦戦し、中日躍進の引き立て役になった。

## チーム成績

### レギュラーシーズン
| 1 | 中 | 松本匡史   |
| 2 | 遊 | 河埜和正   |
| 3 | 二 | 篠塚利夫   |
| 4 | 三 | 原辰徳     |
| 5 | 右 | スミス     |
| 6 | 左 | クロマティ |
| 7 | 一 | 中畑清     |
| 8 | 捕 | 山倉和博   |
| 9 | 投 | 江川卓     |

| 順位 | 4月終了時 | 4月終了時 | 5月終了時 | 5月終了時 | 6月終了時 | 6月終了時 | 7月終了時 | 7月終了時 | 8月終了時 | 8月終了時 | 最終成績 | 最終成績 |
| ---- | --------- | --------- | --------- | --------- | --------- | --------- | --------- | --------- | --------- | --------- | -------- | -------- |
| 1位  | 広島      | --        | 広島      | --        | 広島      | --        | 中日      | --        | 中日      | --        | 広島     | --       |
| 2位  | 中日      | 5.0       | 中日      | 0.5       | 中日      | 0.5       | 広島      | 1.0       | 広島      | 1.0       | 中日     | 3.0      |
| 3位  | 阪神      | 6.0       | 阪神      | 5.5       | 巨人      | 9.5       | 巨人      | 9.0       | 巨人      | 9.5       | 巨人     | 8.5      |
| 4位  | 大洋      | 7.5       | 大洋      | 8.0       | 阪神      | 10.5      | 阪神      | 11.0      | 阪神      | 18.5      | 阪神     | 23.0     |
| 5位  | 巨人      | 8.5       | 巨人      | 8.0       | 大洋      | 14.5      | 大洋      | 20.0      | ヤクルト  | 21.5      | ヤクルト | 25.0     |
| 6位  | ヤクルト  | 9.0       | ヤクルト  | 14.0      | ヤクルト  | 19.0      | ヤクルト  | 22.0      | 大洋      | 24.5      | 大洋     | 30.5     |

| 順位 | 球団               | 勝 | 敗 | 分 | 勝率 | 差   |
| 1位  | 広島東洋カープ     | 75 | 45 | 10 | .625 | 優勝 |
| 2位  | 中日ドラゴンズ     | 73 | 49 | 8  | .598 | 3.0  |
| 3位  | 読売ジャイアンツ   | 67 | 54 | 9  | .554 | 8.5  |
| 4位  | 阪神タイガース     | 53 | 69 | 8  | .434 | 23.0 |
| 5位  | ヤクルトスワローズ | 51 | 71 | 8  | .418 | 25.0 |
| 6位  | 横浜大洋ホエールズ | 46 | 77 | 7  | .374 | 30.5 |

## オールスターゲーム1984
| - 監督 王貞治 | - ファン投票 西本聖 山倉和博 中畑清 篠塚利夫 原辰徳 松本匡史 | - 監督推薦 江川卓 |

## 表彰選手
| - 篠塚利夫 首位打者（.334、初受賞） - 江川卓 最高勝率（.750、3年ぶり2度目） | - ベストナイン 篠塚利夫（二塁手、2年ぶり3度目） - ダイヤモンドグラブ賞 西本聖（投手、6年連続6度目） 中畑清（一塁手、3年連続3度目） 篠塚利夫（二塁手、2年ぶり3度目） |

## ドラフト
| 順位 | 選手名   | ポジション | 所属               | 結果 |
| ---- | -------- | ---------- | ------------------ | ---- |
| 1位  | 上田和明 | 内野手     | 慶應義塾大学       | 入団 |
| 2位  | 藤岡寛生 | 内野手     | 三田学園高         | 入団 |
| 3位  | 宮本和知 | 投手       | 川崎製鉄水島       | 入団 |
| 4位  | 佐藤洋   | 捕手       | 電電東北           | 入団 |
| 5位  | 井上真二 | 外野手     | 熊本工業高         | 入団 |
| 6位  | 藤本健治 | 内野手     | 東海大学付属相模高 | 入団 |